# Angus Wall
Angus Alexander Wall (* 15. März 1967) ist ein US-amerikanischer Filmeditor.

## Leben
Die Mutter von Angus Wall, Jackie Wall, war Kunstlehrerin einer Grundschule. Als Angus etwa 10 Jahre alt war, lieh sie ihm und seinem besten Freund Vince Gilligan eine Super 8 Kamera, ermutigte sie, sich filmisch auszudrücken und weckte so schon früh ihr Interesse am Filmbusiness. Nach seinem Studium an der Bowdoin College von 1984 bis 1988, gründete Wall 1992 mit Linda Carlson seine eigene Schnittfirma Rock Paper Scissors, welche sich anfangs hauptsächlich auf den Schnitt von Werbespots konzentrierte. Während dieser Zeit schnitt er einige von David Fincher inszenierte Werbespots, sodass dieser ihn für den Titelschnitt seines Thrillers Sieben engagierte. Nachdem er bei Fight Club noch als Berater zur Seite stand, schnitt er Panic Room bereits gleichberechtigt mit James Haygood und wurde bei Zodiac – Die Spur des Killers alleiniger Schnittmeister. Damals assistierte ihm bereits Kirk Baxter, mit dem er anschließend Der seltsame Fall des Benjamin Button, The Social Network und Verblendung schnitt, wobei sie nach der gemeinsamen Oscarnominierung 2009 für Der seltsame Fall des Benjamin Button, sowohl 2011 für den Besten Schnitt von The Social Network als auch 2012 für den Besten Schnitt von Verblendung mit dem Oscar ausgezeichnet wurden.
Wall ist, wie sein Unternehmen, bekannt dafür, sehr früh komplette Filme digital gedreht zu haben. So gilt Zodiac – Die Spur des Killers von 2007 als erster Spielfilm, der ohne klassisches Filmmaterial gedreht wurde.

## Filmografie (Auswahl)
- 1997: Sieben (Se7en, Titelschnitt, Regie: David Fincher)
- 1999: Fight Club (Schnittberatung, Regie: David Fincher)
- 2000: Sunset Strip  (Regie: Adam Collis)
- 2002: Panic Room (Regie: David Fincher)
- 2005: Thumbsucker (Regie: Mike Mills)
- 2007: Zodiac – Die Spur des Killers (Zodiac, Regie: David Fincher)
- 2008: Der seltsame Fall des Benjamin Button (The Curious Case of Benjamin Button, Regie: David Fincher)
- 2010: The Social Network (Regie: David Fincher)
- 2011: Verblendung (The Girl with the Dragon Tattoo, Regie: David Fincher)
- 2017: Five Came Back
- 2025: We Are Storror (Dokumentarfilm, Produzent)

## Auszeichnungen (Auswahl)
Oscar
- 2009: Nominierung für den Besten Schnitt von Der seltsame Fall des Benjamin Button
- 2011: Auszeichnung für den Besten Schnitt von The Social Network
- 2012: Auszeichnung für den Besten Schnitt von Verblendung

British Academy Film Award
- 2009: Nominierung für den Besten Schnitt von Der seltsame Fall des Benjamin Button
- 2011: Auszeichnung für den Besten Schnitt von The Social Network

Online Film Critics Society Awards
- 2002: Nominierung für den Besten Schnitt von Panic Room
- 2007: Nominierung für den Besten Schnitt von Zodiac – Die Spur des Killers
- 2008: Nominierung für den Besten Schnitt von Der seltsame Fall des Benjamin Button
- 2010: Nominierung für den Besten Schnitt von The Social Network